# Schewzowo
Schewzowo (russisch Шевцово, deutsch Plikow, 1938–1945 Plickau) ist ein kleiner Ort im äußersten Südosten des Rajon Prawdinsk innerhalb der russischen Oblast Kaliningrad. Er gehört zur Gorodskoje posselenije Schelesnodoroschnoje (Stadtgemeinde Schelesnodoroschny (Gerdauen)).

## Geographische Lage
Schewzowo liegt vier Kilometer nordöstlich von Krylowo unweit der russischen Fernstraße A 197. Bis zur früheren Kreisstadt Gerdauen (russisch: Schelesnodoroschny) sind es 21 Kilometer, und die jetzige Rajonshauptstadt Prawdinsk liegt 42 Kilometer weit entfernt. Eine Bahnanbindung besteht nicht.

## Geschichte
Bis zum Jahre 1945 war der ehedem Plikow genannte Ort Teil der Stadt Nordenburg und gehörte zum Landkreis Gerdauen im Regierungsbezirk Königsberg der preußischen Provinz Ostpreußen. Am 3. Juni 1938 (mit amtlicher Bestätigung vom 16. Juli 1938) wurde Plikow in Plickau umbenannt.
Nachdem 1945 Plikow mit dem nördlichen Ostpreußen zur Sowjetunion gekommen war, erhielt es 1950 die russische Bezeichnung Schewzowo.
Bis zum Jahre 2009 war Schewzowo innerhalb der russischen Oblast Kaliningrad in den Krylowski sowjet (Dorfsowjet Krylowo) eingegliedert. Seither ist der Ort – aufgrund einer Struktur- und Verwaltungsreform – eine als „Siedlung“ (possjolok) eingestufte Ortschaft in der Gorodskoje posselenije Schelesnodoroschnoje (Stadtgemeinde Schelesnodoroschny).

## Kirche
Die Bevölkerung von Plikow bzw. Plickau war vor 1945 fast ausnahmslos evangelischer Konfession und in das Kirchspiel Nordenburg (russisch: Krylowo) eingepfarrt. Es gehörte zum Kirchenkreis Gerdauen innerhalb der Kirchenprovinz Ostpreußen der Kirche der Altpreußischen Union. Die letzten deutschen Geistlichen vor 1945 waren die Pfarrer Alfred Kaminsky und Paul Terpitz.
Heute liegt Schewzowo im Einzugsgebiet der evangelischen Gemeinde in Tschernjachowsk. Sie gehört zur Propstei Kaliningrad innerhalb der Evangelisch-Lutherischen Kirche Europäisches Russland (ELKER).